# スペース・スウィーパーズ
『スペース・スウィーパーズ』（原題：승리호）は、2021年公開の韓国映画。監督はチョ・ソンヒ、主演はソン・ジュンギとキム・テリ。韓国初の宇宙SF映画であり、2021年2月5日に動画配信サービスNetflixにて全世界同時公開された。

## ストーリー
2092年、地球は砂漠化や土壌の酸素化が進み、人間がほとんど住めなくなっていた。宇宙開発企業UTSは宇宙空間に人類のための新しい居住地を建設するが、選ばれた一部の人間しか住むことができない。
宇宙船「勝利号」は、チャン船長（キム・テリ）や操縦士のテホ（ソン・ジュンギ）を中心に、宇宙に散乱する金目のゴミの掃除に励む日々を送っていた。腕は確かだが、荒っぽい仕事さばきのせいで稼ぎは修理代に消え、借金が嵩んでばかりの貧乏船だ。
ある日、テホが業務中に一人の少女を発見する。その少女は行方不明の子ども型ヒューマノイド「ドロシー」に酷似しており、水素爆弾を内蔵した大量破壊兵器だという。金欠に喘ぐ勝利号の乗組員たちは、ドロシーを使って大金を得ようと危険な取引に乗り出す。

## キャスト
※括弧内は日本語吹替。
- ソン・ジュンギ：キム・テホ - 勝利号の操縦士（野島裕史[6]）
- キム・テリ：チャン船長（チャン・ヒョンスク） - 勝利号の船長（木下紗華[6]）
- チン・ソンギュ：タイガー・パク（パク・ギョンス） - 勝利号の機関士（蜂須賀智隆[6]）
- ユ・ヘジン：バブズ - 勝利号で働くロボット ※声のみ（斧アツシ）
- リチャード・アーミティッジ：ジェイムス・サリヴァン - UTSのCEO (井上 和彦)
- パク・イェリン：カン・コンニム（ドロシー）（中村優月）
- キム・ムヨル：カン・ヒョヌ - UTSの科学者でコンニムの父
- オ・ユンス：スニの母
- キム・テハン：研究員2
- ケビン・ドックリー：ピエール

## スタッフ
- 製作総指揮：ユ・ジョンフン
- 企画・製作：キム・スジン、ユン・インボム
- 原作・監督：チョ・ソンヒ（朝鮮語版）
- 脚本：チョ・ソンヒ、モカン（ユン・スンミン、ユガン・ソエ）
- 統括プロデューサー：チョ・ノンヨン（P.G.K）
- プロデューサー：ハン・サンヒョン
- ラインプロデューサー：キル・ジョンファン
- 撮影：ピョン・ボンソン（C.G.K）
- 照明：ソン・ヒョンソク（リアルライティング）
- 美術：チャン・グンヨン
- コンセプトアート：アン・ホンイル
- 小道具：ユ・チョン、パク・ジュニョン（ドリームアートセンター）
- セット：ART-SERVICE
- 録音：イ・ジョンホ（K.P.A）
- 衣裳：クァク・ジョンエ（コムコム）
- ヘアメイク：キム・ドヒ
- 武術：パク・ヨンシク（BEST Stunt team）
- 特殊効果：パク・テフン（DND-LINE）
- 特殊小道具：チュ・ヨンウ（A-SQUARE）、パク・チョルヨン（DRAGON）
- ボディアート：アイラク・キム（Tatoo Korea）
- 編集：ナム・ナヨン、ハ・ミラ（MORI）
- サウンド：チェ・テヨン（DEXTER LIVETONE）
- 音楽：キム・テソン（MONOPOLE）
- デジタル色補正：パク・ジニョン（DEXTER THE EYE）
- ビジュアル・エフェクツ・スーパーバイザー：チョン・ソンジン、チョン・チョルミン
- 制作：映画社ピダンギル
- 提供・配給：メリークリスマス

## 製作

### 企画
本作の原作・監督・共同脚本を務めたチョ・ソンヒは、本作公開の10年前に友人から宇宙ゴミの危険性について聞かされたことをきっかけにストーリーを書き始めた。当初は「宇宙旅行者が宇宙ゴミを集めている」というプロットだった。このテーマはすでにアニメやゲームでは扱われていたが、映画では扱われていないことに気づいたチョは、「粘り強い精神力をもつ韓国人がこの問題にどうアプローチするのか」と考えて脚本を執筆し始めたという。初期の作品名は『稲妻号（朝: 번개호）』だった。
2019年5月、香港の多国籍エンターテインメント企業ファイ・テンセントが50億ウォン（約4.6億円）の出資を締結。また、韓国のアクション映画『神と共に』シリーズや『白頭山大噴火』などに携わったVFX制作会社デクスター・スタジオの参加も決定した。

### キャスティング
2018年6月、ソン・ジュンギがチョ・ソンヒの次回作への出演に合意したと報じられ、映画『私のオオカミ少年』（2012年公開）に続き二度目のタッグとなった。翌2019年1月にはキム・テリが宇宙船の船長役でオファーを受け、4月にはチン・ソンギュが機関士役でオファーを受けた。最終的なキャスト・ラインナップは同年6月に確定し、ユ・ヘジンがロボットモーションキャプチャと声優という形でメインキャストに加わった。イギリス人俳優のリチャード・アーミティッジも自身のInstagramアカウントを通じて、2019年7月から撮影を開始することを明らかにした。

### 撮影
2019年7月3日から主な撮影が始まり、同年11月2日に撮了した。

## 公開
当初、本作は2020年8月頃に劇場公開予定だったが、新型コロナウイルス感染症の世界的流行の影響により、韓国の秋夕休暇中（9月頃）に公開が延期された。また、同年9月には同感染症感染拡大防止のため再び公開延期となった。
2020年11月、動画配信サービスのNetflixにて本作が独占公開されることが発表された。翌2021年2月2日には制作発表会が行われ、同年2月5日に同サービスを通して世界190か国に本公開された。また、配信開始後1日でNetflixの人気映画ワールド1位を記録し、韓国を含む26か国でも1位となった。

## 受賞

### 2021年度
- 第42回青龍映画賞：技術賞（チョン・ソンジン、チョン・チョルミン）
- 第42回青龍映画賞：人気スター賞（ソン・ジュンギ）
- 第57回百想芸術大賞：映画部門 芸術賞（チョン・ソンジン、チョン・チョルミン）
- 第30回釜日映画賞：美術／技術賞（チョン・ソンジン、チョン・チョルミン）
- 第26回春史大賞映画祭：主演男優賞（ソン・ジュンギ）

## 評価
レビュー・アグリゲーターのRotten Tomatoesでは26件のレビューで支持率は69%、平均点は6.70/10となった。Metacriticでは4件のレビューを基に加重平均値が64/100となった。

## メディアミックス
- 本映画を原作とした同名のウェブコミックが、2020年5月26日に韓国のウェブコミック配信サイト・カカオページならびにダウムにて初公開された[24]。日本でも2021年2月8日より日本語翻訳版がピッコマにて連載開始[25]。